# Laffite-Toupière
Laffite-Toupière è un comune francese di 86 abitanti situato nel dipartimento dell'Alta Garonna nella regione dell'Occitania.

## Società

### Evoluzione demografica
Abitanti censiti